# William Logan
William T. "Buster" Logan (9 de dezembro de 1914 — 2 de outubro de 2002) foi um ciclista olímpico estadunidense. Representou sua nação em dois eventos nos Jogos Olímpicos de Verão de 1936.